# Boffzen (gmina)
Boffzen – miejscowość  i gmina w Niemczech, w kraju związkowym Dolna Saksonia, w powiecie Holzminden, siedziba gminy zbiorowej Boffzen.